# Plomari
Plomari (griechisch Πλωμάρι (n. sg.)) ist eine Kleinstadt der Gemeinde Mytilini an der Südküste der griechischen Insel Lesbos. Zusammen mit Agios Isidoros und weiteren Weilern bildet die drittgrößte Stadt der Insel den Stadtbezirk Plomari (Δημοτική Κοινότητα Πλωμαρίου Dimotikí Kinótita Plomaríou). Nach der Volkszählung von 2011 hatte der Stadtbezirk 3276 Einwohner, die Stadt 2996 Einwohner.
Schon bald nach seiner Gründung Mitte des 19. Jahrhunderts entwickelte sich der Ort zu einem regionalen Zentrum und ist gegenwärtig nach Mytilini bedeutendstes Handwerks-, Handel- und Wirtschaftszentrum der Insel. Der Ouzo von Plomari (Ούζο Πλωμαρίου) ist das bekannteste Produkt der Stadt.

## Lage

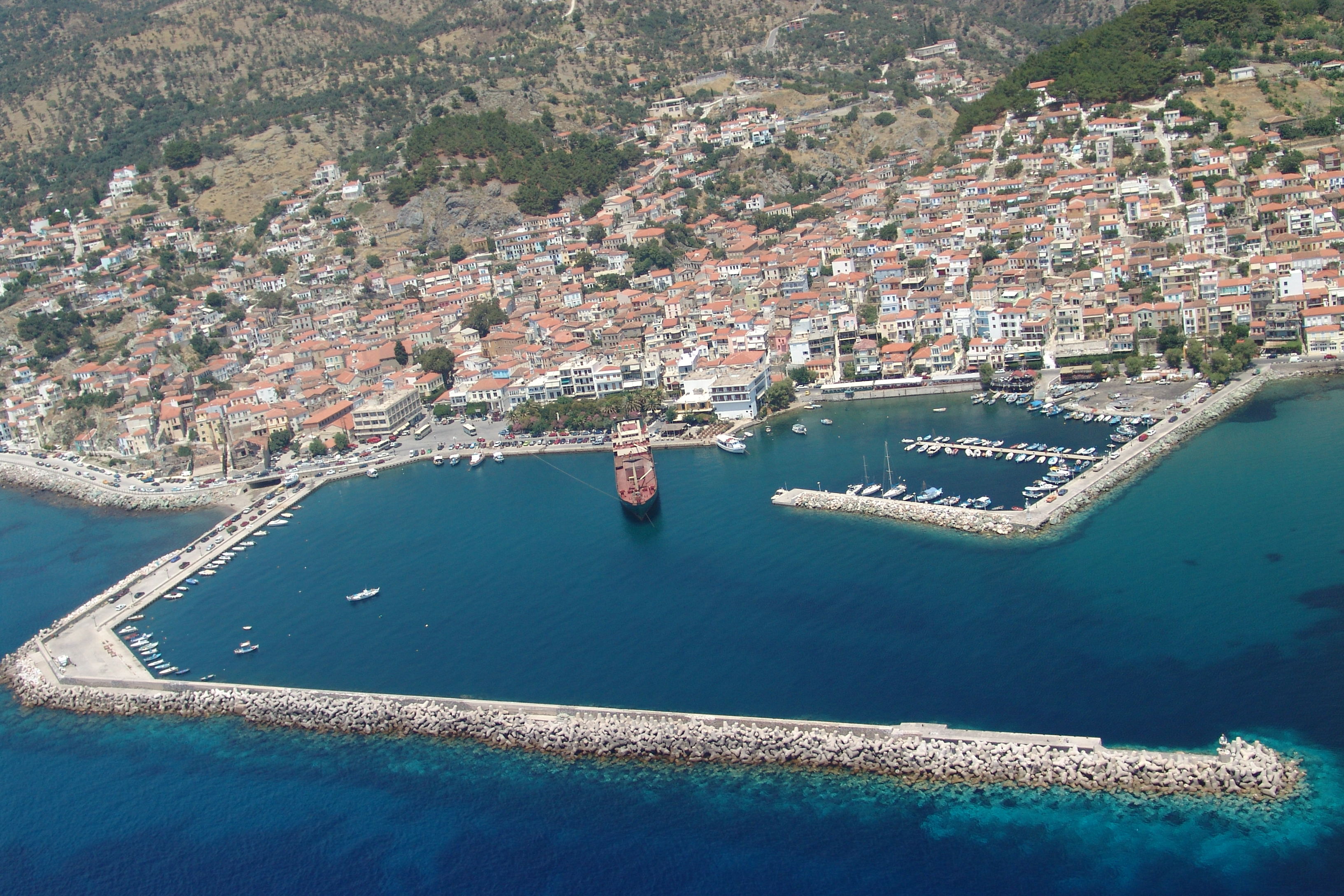

Plomari liegt an der Südküste von Lesbos, etwa 12 km südlich von Agiasos und 21 Kilometer südwestlich von Mytilini. Weitreichende Olivenhaine prägen das bergige Hinterland, höhere Lagen gehen in das waldreiche und teilweise schwer zugängliche Olympos-Massiv (Όρος Όλυμπος) über.
Die Stadt erstreckt sich auf etwa 1,5 km entlang einem schmalen Küstenstreifen. Sie reicht nur wenig nach Norden, steiles Gelände bildet die natürliche Grenze. Lediglich das Viertel Isa-Mesa (Ίσα-Μέσα) reicht im östlichen Teil entlang dem Flusstal des Sedountas (Σεδούντας) weiter ins Hinterland. Nach Osten schließt sich in lockerer Bebauung der Ferienort Agios Isidoros an.

## Geschichte
Das alte Plomari lag bis zur Mitte des 19. Jahrhunderts an der Stelle des heutigen Megalochori, etwa 5 Kilometer von der Küste entfernt. Es bildete ein regionales Handwerks- und Landwirtschaftszentrum von 18 als Ploumaria (Πλουμάρια) bezeichneten Dörfern. In Folge der Zerstörungen durch drei Brände in den Jahren 1841 bis 1843 sowie der Olivenbäume durch die Frostkatastrophe 1850 übersiedelten die Menschen in Küstennähe. Westlich der Mündung des Trockenbachs Sedountas (Σεδούντας) lag bereits der unbedeutende Fischer- und Hafenort Ammoudeli (Αμμουδέλι). Auf der Ostseite des Sedountas entwickelte sich zunächst eine Siedlung im Gebiet Agios Nikolaos. Rasch entstanden weitere Wohngebiete, im Norden entlang des Sedountas das stadtähnliche Viertel der Handwerker und Gewerbetreibenden Isa-Mesa und im Osten Tarsana (Ταρσανά) das Viertel der Seeleute und Hafenarbeiter. Ab dem Ende des Jahrhunderts verzeichnete die Potamos (Ποταμός ‚Fluß‘) genannte Stadt einen starken wirtschaftlichen Aufschwung. Die Meeresnähe begünstigte den Warentransport und die Ansiedlung mehrerer Industriebetriebe und Produktionsstätten wie Olivenölpressen und Seifenfabriken. Sie entstanden entlang der Küste auf der westlichen Flussseite.

## Verwaltung
Bereits zum Ende des 19. Jahrhunderts war die Stadt Sitz des Gerichtsbezirks Kaza Plomari (türkisch Pilimar Kazası) im Sandschak Midilli (Midilli Sancağı). Nach dem Ende der osmanischen Herrschaft wurde Plomari 1918 Sitz der gleichnamigen Stadtgemeinde Plomari (Δήμος Πλωμαρίου). Mit der Gemeindereform im Jahr 1997 nach dem Kapodistrias-Programm erfolgte die Eingemeindung von sieben Landgemeinden. Durch die Verwaltungsreform  2010 wurden die Inselgemeinden zur neu geschaffenen Gemeinde Lesbos (Δήμος Λέσβου Dímos Lésvou) zusammengelegt, die ehemalige Gemeinde erhielt den Status eines Gemeindebezirk (Δημοτική Ενότητα) mit Plomari als Verwaltungssitz. Seit der Korrektur der Verwaltungsreform 2019 zählt Plomari zur Gemeinde Mytilini.
Bevölkerungsentwicklung von Plomari
| Ort                | griechische Bezeichnung     | 1920 | 1928 | 1940 | 1951 | 1961 | 1971 | 1981 | 1991 | 2001 | 2011 |
| ------------------ | --------------------------- | ---- | ---- | ---- | ---- | ---- | ---- | ---- | ---- | ---- | ---- |
| Plomari            | Πλωμάρι (n. sg.)            | 7142 | 6481 | 6032 | 5471 | 5172 | 4353 | 3503 | 3450 | 3377 | 2996 |
| Ormos Plomari      | Όρμος Πλωμαρίου (m. sg.)    | 0048 |      |      |      |      |      |      |      |      |      |
| Agios Isidoros     | Άγιος Ισίδωρος (m. sg.)     | 0162 | 0216 | 0227 | 0180 | 0145 | 0146 | 0076 | 0167 | 0263 | 0241 |
| Ano Chorio         | Άνω Χωριό (n. sg.)          |      |      |      |      |      |      |      |      | 0009 | 0005 |
| Kato Chorio        | Κάτω Χωρίο (n. sg.)         | 0216 | 0197 | 0115 | 0115 | 0068 | 0043 | 0027 | 0008 | 0017 | 0032 |
| Kournela           | Κουρνέλα (f. sg.)           |      | 0094 | 0049 | 0055 | 0039 | 0032 | 0032 | 0007 | 0002 | 0002 |
| Lefra              | Λεύρα (f. sg.)              | 0042 |      |      |      |      |      |      |      |      |      |
| Limni              | Λήμνι (n. sg.)              | 0140 |      |      |      |      |      |      |      |      |      |
| Mesouna (Messouna) | Μέσουνα (Μέσσουνα) (f. sg.) | 0086 | 0282 | 0123 | 0066 | 0030 | 0036 | 0013 | 0005 | 0005 | 0000 |
| Gesamt             | Gesamt                      | 7836 | 7270 | 6546 | 5887 | 5454 | 4610 | 3651 | 3637 | 3673 | 3276 |

## Persönlichkeiten
- Benjamin von Lesbos (1759 oder 1762–1824), Mönch, Schriftsteller, Lehrer, Freiheitskämpfer und Vertreter der griechischen Aufklärung